# Domaniew (województwo mazowieckie)
Domaniew – wieś sołecka w Polsce położona w województwie mazowieckim, w powiecie pruszkowskim, w  północno-zachodniej części gminie Brwinów. Leży nad rzeką Utratą.
W skład sołectwa Domaniew wchodzi wieś Domaniewek.
W latach 1975–1998 miejscowość administracyjnie należała do województwa warszawskiego. 
Sołtysem jest Wioleta Badurek.  
Gminne linie autobusowe:
- Linia nr B4: Brwinów Rynek – Domaniew – Brwinów Rynek
- Linia nr B5: Brwinów Rynek – Moszna – Domaniew – Pruszków Waryńskie
- Linia nr B10: Moszna – Domaniew – Pruszków Waryńskiego – Parzniew św. Jerzego – Moszna Park Logistyczny

Miejscowość Domaniew jest pokryta siecią telekomunikacyjną i posiada dostęp do sieci Internet o szybkości min. 6 Mbit/s do 20 Mbit/s. W latach 2012–2014 sołectwo Domaniew zostało skanalizowane.
28 grudnia 2018 r. otworzono dla mieszkańców świetlicę w Domaniewie o powierzchni 347,38 m².